# Pédophilie
 Mise en garde médicale
La pédophilie est un trouble paraphilique caractérisée par l'attirance sexuelle ou par des sentiments amoureux persistants d'un adulte ou d'un adolescent envers les enfants, filles et/ou garçons, généralement prépubères ou au début de leur puberté,. Cette attraction doit par ailleurs être associée à une souffrance cliniquement significative ou à une altération du fonctionnement social, professionnel ou dans d'autres domaines importants pour remplir les critères diagnostiques du trouble pédophilique,. Une personne ayant cette attirance est décrite comme étant « pédophile ».
Dans la société moderne, ce type d'attirance est reconnu comme une perversion sexuelle et, dans le cas des adultes, les activités s'y rapportant sont condamnées par la loi, notamment en raison du fait qu'une personne n'ayant pas la majorité sexuelle ne peut apporter un consentement éclairé. Les passages à l'acte de pédophiles, dans le cas des relations sexuelles entre un adulte et un enfant — au-dessous de la majorité sexuelle — constituent, juridiquement, des abus sexuels sur mineur.
La « pédophilie » n'est pas une notion juridique, le terme n'est pas utilisé dans la loi, mais il est parfois improprement utilisé dans le langage courant pour désigner la pédocriminalité, la pédopornographie et les abus sexuels sur mineur dans leur ensemble,, y compris pour des victimes mineures pubères. De nombreuses associations de défense des droits des enfants militent pour employer plutôt le terme de « pédocriminalité » pour qualifier les actes relevant de la pédophilie, qu'il s'agisse d'abus sexuels ou de pédopornographie, ce qui reflète mieux la notion de violence et d'infraction. 
La pédophilie n'apparaît dans le diagnostic psychiatrique que de 25 à 50 % des personnes abusant sexuellement d'enfants, les autres souffrant d'un autre type de trouble,,.

## Définition
Le mot « pédophilie » est formé des radicaux grecs παῖς / paîs (« enfant ») et φιλία / philía (« amitié »). Le sens étymologique du mot conduit donc à l'amitié pour les enfants. En fait, le mot « pédérastie » conviendrait mieux au sens actuel donné au mot pédophilie, puisque pédérastie est formé des radicaux παῖς / paîs (« enfant ») et ἔρως / érôs (« amour sexuel »).
Le mot français « pédophile », sous la graphie « pædophile », est attesté en français dans un sens moderne en 1788 dans une traduction des œuvres de Lucien de Samosate, et le mot « pédophilie » est attesté en 1847. La notion de « pédophilie érotique » a été créée en 1896 par le psychiatre autrichien Richard von Krafft-Ebing, qui a employé l’expression latine pædophilia erotica. Auguste Forel, en la traduisant en français (« pédophilie érotique »), a préféré lui substituer le néologisme, jamais repris, de « pédérose ».
Par la suite, on a abrégé en « pédophilie ». Le mot, rarement employé depuis le début du XXe siècle, est réapparu dans les années 1960 et surtout 1970 dans le contexte de la révolution sexuelle (voir le § Années 1960-1980).
Au XXe siècle, le terme prend une valeur très négative : dès lors que le consentement d'un enfant pour un rapport sexuel avec un adulte ne peut être reconnu, tout acte pédophilique est un abus sexuel, et s'il comporte une pénétration, un viol.
Dans le langage courant, le terme « pédophilie » est souvent utilisé pour désigner les abus sexuels sur mineur dans leur ensemble ,, quels que soient l'âge des victimes mineures ou le diagnostic psychiatrique émis sur les personnes commettant ces faits. Le criminel Marc Dutroux a ainsi été considéré par les experts comme étant, au sens purement psychiatrique du terme, non pas un pédophile, mais un pervers sadique non focalisé sur la jeunesse de ses victimes. L'affaire Dutroux est néanmoins l'une des affaires criminelles les plus notoirement associées au mot pédophilie en Belgique
.
Le terme « pédophilie » peut également être utilisé pour désigner la pornographie mettant en scène des enfants et la consommation de celle-ci. L'expression « pédocriminalité » est parfois employée pour qualifier les délits relevant de la pédophilie, qu'il s'agisse d'abus sexuels ou de pédopornographie.

## Signes et symptômes
La comorbidité avec des maladies psychiatriques a été identifiée (des troubles de l'humeur et un plus grand nombre de psychopathologies). Une étude sur des pédophiles en traitement estime à deux tiers un passé de troubles de l'humeur et d'anxiété, 60 % avec un passé d'abus de substances et 60 % correspondant à des troubles de la personnalité.
Les abuseurs ont, sur le plan de la personnalité, une plus grande prépondérance d'avoir des traits hystériques et hypocondriaques ainsi que psychotiques (paranoïde, schizophrénique et psychasthénique). Une autre étude diagnostique 61 % de patients avec troubles de la personnalité, dont principalement le trouble de la personnalité évitant et le trouble de la personnalité borderline. La dépression, l'introversion sont également des traits prépondérants chez ces patients. Cependant, ces indications ne concluent pas qu'il existe un lien direct avec la pédophilie. Concernant les tendances suicidaires, 46 % affirment l'avoir sérieusement envisagé à cause de leur intérêt sexuel, 32 % l'envisagent et 13 % l'ont déjà tenté.
La pornographie enfantine est un indicateur plus fiable que l'abus sexuel sur mineur, bien que des non-pédophiles consomment aussi ce genre de pornographie. Parmi les pédophiles ayant commis des abus, 37 % admettent consommer de la pornographie enfantine uniquement, 21 % admettent avoir commis des attouchements uniquement, tandis que 42 % admettent avoir commis les deux.

## Diagnostic
La pédophilie est classée comme trouble de la préférence sexuelle (trouble mental) par la classification internationale des maladies (CIM) et comme paraphilie (qu'elle entraîne ou non un comportement répréhensible et/ou une détresse chez le sujet) par le Manuel diagnostique et statistique des troubles mentaux (DSM),.
Le DSM-5 retient trois critères diagnostiques de ce trouble :
1. Présence de fantaisies imaginatives sexuellement excitantes, d'impulsions sexuelles, ou de comportements, survenant de façon répétée et intense, pendant une période d'au moins 6 mois, impliquant une activité sexuelle avec un enfant ou des enfants prépubères ;
2. Les fantaisies, impulsions sexuelles, ou comportements sont à l'origine d'une souffrance cliniquement significative ou d'une altération du fonctionnement social, professionnel ou dans d'autres domaines importants ;
3. Le sujet est âgé de 16 ans au moins et a au moins 5 ans de plus que l'enfant[32].

Selon l'Association américaine de psychiatrie et son manuel le DSM-5, le trouble pédophilique constitue une paraphilie et non pas une orientation sexuelle.
L'APA, dans son DSM-IV, classe la pédophilie parmi les « paraphilies » dans la section « Troubles sexuels et troubles de l'identité sexuelle ».
Les phases I et II de l'échelle de Tanner correspondent à l'attraction érotique pour des enfants impubères.

### Techniques
La pléthysmographie pénienne chez l'homme et vaginale chez la femme sont les moyens les plus objectifs de mesure de l'intérêt pédophilique,. Supplémentairement, les abuseurs d'enfants ont une durée plus longue de fixation d'images sexuellement excitantes (Abel Assessment of Sexual Interest) et la visualisation d'images par effet Stroop reconnaît l'intérêt sexuel déviant envers les enfants. L'oculométrie et la dilatation de la pupille sont également des techniques de mesures.
L'Imagerie par résonance magnétique fonctionnelle fournit une information nette sur la préférence sexuelle (pattern) qui peut être utilisée pour un diagnostic.

## Causes
Aucune cause n'a pour le moment pu être démontrée, d'autant que les études sont souvent menées sur des échantillons non représentatifs car les sujets sont à la fois pédophiles et pédocriminels,. Ces études montrent chez les sujets une corrélation plus ou moins prononcée avec des perturbations neuro-développementales : QI inférieur, blessures cérébrales, dysfonctionnement et anormalités cérébrales, des troubles durant des périodes critiques du développement et des anormalités chromosomiques. Ces comportements pédocriminels sont retrouvés de manière plus fréquentes lorsque des abus sexuels ont été vécus au cours de l'enfance, particulièrement chez les femmes pédophiles. Le comportement antisocial est un facteur à risque quant à la persistance de l'abus sexuel.
Dans leur étude de 1986, David Finkelhor et Sharon Araji identifient quatre causes :
1. Congruence émotionnelle : arrêt du développement, manque d'estime de soi, traumatisme symbolique, identification avec l'agresseur, identification narcissique.
2. Excitation sexuelle : expérience (traumatique) de l'enfance, conditionnement opérant, mauvaise attribution sexuelle, facteurs biologiques.
3. Blocage psychologique : conflit d’Œdipe, anxiété de castration, peur des femmes, expérience traumatisante avec la sexualité adulte, mauvaise adaptation sociale.
4. Désinhibition : trouble de l'impulsivité, sénilité, dépendances, psychoses, stress situationnel, « comportement incestueux ».

En 1999, Wilson remet en cause la congruence émotionnelle, les pédophiles hétérosexuels étant selon lui plutôt motivés par une gratification sexuelle.
L'imagerie par résonance magnétique fonctionnelle a été très utilisée pour étudier les bases cérébrales de l’excitation sexuelle chez l'adulte « sans trouble », mais très peu pour l'étude de la pédophilie dont les corrélats cérébraux étaient peu connus. Une thèse (2014) a étudié en IRMf, les zones du cerveau activées chez 25 hommes pédophiles (13 hétérosexuels, 12 homosexuels) appariés à 24 témoins masculins « sans trouble », en réponse à des stimuli visuels (photographies de fillettes et garçons en maillot de bain, et de femmes/hommes adultes dévêtus, avec comme stimuli-contrôle des adultes et enfants normalement habillés. Dans ces cas, « les activations cérébrales des pédophiles et témoins hétérosexuels et homosexuels, en réponse à leurs stimuli préférés ne diffèrent pas. Ces activations impliquent des régions occipitales, temporales et pariétales mises en évidence dans les corrélats cérébraux de l’excitation sexuelle chez les sujets sans trouble. En accord avec les résultats de la pléthysmographie pénienne, les analyses révèlent que les pédophiles homosexuels et hétérosexuels pourraient traiter les stimuli d’enfants du genre non préféré comme sexuellement pertinents. Ces résultats s’expliqueraient par le modèle bipolaire selon lequel l’excitation sexuelle pourrait varier selon une dimension bipolaire définie par la similitude physique, où femmes et hommes adultes se situent aux extrêmes et fillettes et garçons se situent au milieu ».

## Épidémiologie
Certaines études suggèrent que la prévalence de la pédophilie pourrait se situer entre 3 et 5 % dans la population générale (comme l'indique Seto, 2009). Dans les études de pléthysmographie pénienne portant sur des hommes ayant des antécédents de délits sexuels contre des enfants, ces prévalences peuvent passer de 30 % pour les hommes ayant commis un seul délit à 61 % pour les hommes ayant commis 3 délits sexuels ou plus contre des enfants (Blanchard, 2010 ; Seto, 2009).
Seuls 7% des pédophiles sont exclusivement attirés par des enfants, 93 % ont des relations sexuelles avec des adultes et 50 à 70 % ont des paraphilies associées. Une étude sur des étudiants relève chez eux 9 % ayant eu un fantasme avec des mineurs et 21 % ayant manifesté de l'intérêt sexuel.

## Psychopathologie
La pédophilie rassemble en psychiatrie tout ce qui a trait aux relations sexuelles adultes / enfants d'âge pré-pubère. Elle peut se cumuler avec une orientation hétérosexuelle, homosexuelle, ou mixte. Mais elle peut être exclusive ou non, détenir une valeur active ou pas, et est ainsi caractérisée par « une valeur de prédilection-sélectivité ». Elle concerne des hommes et des femmes de tous âges, même si les hommes sont majoritairement concernés. Elle peut coexister avec une sexualité par ailleurs normale de l'adulte en cause, ou s'associer à une impuissance, une anomalie anatomique. Elle peut s'exercer au sein des familles, souvent dans le cadre de relations incestueuses, ou dans le cadre d'une fréquentation usuelle des enfants, comme l'école, les mouvements de jeunes — ce que les psychiatres appellent des « structures facilitantes » —, mais aussi au hasard des rencontres.
Elle ne fait pas forcément l'objet d'un passage à l'acte. Le simple désir de relations sexuelles avec un enfant, même frustes, entre dans le cadre de la pédophilie. Elle peut aussi dépasser le cadre de relations purement sexuelles, et s'associer à des vexations, des atteintes à la personne, voire des meurtres. Elle peut être un acte isolé, ou une habitude.
La conscience de cette transgression — potentielle ou réelle — peut entraîner chez l'adulte des mécanismes de résolution variés sur le mode névrotique.
La cause médicale — étiologie — de la pédophilie n'est pas connue avec certitude. Certains contextes personnels comme le fait d’avoir été soi-même victime d’abus sexuels au cours de l’enfance (ce qui concerne environ 30 % des sujets abuseurs sexuels) ou l’existence d’un retard mental (dans 15 % des cas) peuvent constituer des facteurs favorisants pour le développement d'un comportement pédophile,.

### Névroses
Dans le cas du pédophile névrosé sont distingués trois types de cas.
- Les pédophiles « abstinents » ou « tourmentés »

Le pédophile peut ne jamais passer à l'acte, retenu par la conscience de l'interdit ou la peur de la répression, se contenter d'images ou de fantasmes érotiques. S'installe alors progressivement une dépression, résolutive de la mauvaise conscience et de la tension psychologique que lui inspire son sentiment de culpabilité.
Certains pédophiles peuvent fonder leurs fantasmes sur des images enfantines très diverses : cela peut aller de la simple photographie d'enfant classique à la pornographie, en passant par des photographies familiales à la plage (parfois « naturiste »), des catalogues de vêtements pour enfants, des reportages sur des peuplades où les enfants vivent nus, ou encore des représentations artistiques suggestives. Cette consommation d'images masturbatoires peut devenir une compulsion obsessionnelle et maladive.
Le pédophile peut avoir conscience de sa maladie, et lutter contre ses pulsions, avec un surcroît de culpabilité en cas d'échec, voire de passage à l'acte. Dans certains cas, il est arrivé que certains demandent spontanément l'aide de la médecine.
- Le pédophile « situationnel »

Parfois le passage à l'acte est circonstanciel, et l'adulte n'a nullement cherché à réunir les conditions de ce passage à l'acte. Il s'est simplement laissé aller, sans avoir spécialement conscience de désirs pédophiles, « dérapant » devant un enfant dont il pouvait interpréter l'attitude comme séductrice, et une fois la relation consommée (généralement restreinte à des attouchements dans ces cas-là), l'adulte prend brutalement conscience de ce qu'il vient de commettre. Une tendance préalable à la pédophilie est très probablement en cause. Il s'agit-là de comportements pédophiles « situationnels ». Des personnes fréquemment en contact avec des enfants (soit par exemple des personnes qui organisent leur vie dans des « contextes facilitants » en fréquentant les structures de jeunes, qu'elles soient scolaires, sportives ou associatives) et se laissant aller à des « dérapages » de ce type, qui cèderaient à des désirs de manière occasionnelle, par exemple par le biais du tourisme sexuel impliquant des enfants, correspondent à ce type de profil.
- L'« acte justifié »

L'acte commis, l'adulte peut aussi le nier à sa conscience, souvent par des constructions mentales qui visent à accréditer la thèse d'un désir de l'enfant ou d'un consentement supposé, visant à requalifier l'acte comme normal et naturel (« je n'avais pas conscience de faire du mal »). Ainsi justifié, l'acte pédophile peut se reproduire sans aucune mauvaise conscience, voire avec l'idée (assez répandue) que cela « fait du bien à l'enfant ». Les pédophiles de ce type présentent souvent des personnalités immatures, carencées et mal structurées, inaptes à vivre des relations sexuelles normales, et fonctionnant par « identification projective » : le besoin de tendresse de l'enfant est considéré par eux comme un désir sexuel.

### Perversion
Il existe par ailleurs des structures de personnalité, notamment « perverses » (au sens psychiatrique), très différentes des cas ci-dessus. Par opposition aux comportements pédophiles « occasionnels » existent des pédophiles « constitutionnels », dont la paraphilie est profondément ancrée et intégrée dans leur comportement, voire leur mode de raisonnement.
Il s'agit de sujets qui n'intègrent pas les interdits sociaux ou qui les contestent. L'acte pédophile peut être un moyen de transgression sociale, volontaire et délibérée ; il est revendiqué, parfois justifié par des prétextes esthétiques.
Ces pédophiles peuvent avoir un discours parfaitement structuré, voire prosélyte, pour justifier leur conduite, présentée comme éducative et saine pour l'enfant. Le pervers pédophile recherche volontairement la relation sexuelle avec un ou des enfants, parfois de façon systématique en passant des uns aux autres au fil du temps ou en entretenant des relations avec plusieurs enfants en même temps.
La définition des pédophiles dits « pervers » peut par ailleurs inclure les agresseurs sexuels particulièrement dangereux, considérant l'enfant comme un objet. Ces pervers sadiques sont capables d'atteintes physiques graves envers les personnes, voire de meurtre. Les psychiatres considèrent certains d'entre eux d'abord comme des « psychopathes », auteurs de crimes sexuels (exemple de Marc Dutroux), et pas forcément comme des pédophiles comparables aux précédents.
Certains pédophiles sont des « déficients intellectuels immatures », parfois d'un âge mental comparable à celui de leurs victimes. Leur niveau intellectuel les rend souvent incapables de comprendre les interdits et la portée de leurs actes. La prise d'alcool ou de drogue peut contribuer à les faire passer à l'acte ; ils ont parfois été victimes eux-mêmes de violences, sexuelles ou autres, dans leur enfance. Ce type de profil constitue une forte proportion de la population des pédophiles incarcérés. On le retrouve souvent chez les violeurs d'enfants en bas âge.

## Traitements
Historiquement, différentes approches ont été tentées, dont la psychothérapie psychodynamique, des approches éclectiques et des thérapies de groupe. Depuis, les psychothérapies cognitivo-comportementales sont plutôt utilisées. Un important élément de la thérapie consiste à assister le patient à dépasser la dénégation et la minimisation ainsi que développer l'empathie. L'un des objectifs du traitement est de réduire le «système de justifications» (Offense-Supportive Cognition), par exemple faisant référence aux sociétés anciennes ou des portées éducatives d'actes sexuels, de développer de l'empathie pour les enfants, améliorer les relations avec des adultes consentants et de réduire l'excitation déviante aux stimuli d'enfant. Les effets de cette thérapie sont remis en cause. Les psychotropes prescrits sont les traitements hormonaux (comme l’acétate de médroxyprogestérone, l'acétate de cyprotérone et l’acétate de leuproréline), leur efficacité est remise en cause. Tandis que les inhibiteurs sélectifs de la recapture de la sérotonine, peuvent diminuer l'obsession sexuelle et améliorer les symptômes de l'humeur.
La psychiatrie descriptive, dont Richard von Krafft-Ebing est le précurseur, n'apporte aucune réponse à la question. Même si le catalogue encyclopédique des perversions sexuelles, illustrés par des cas cliniques. La Classification internationale des maladies de l'OMS définit la pédophilie (code F65.4) comme une « préférence sexuelle pour les enfants, généralement d'âge prépubère ou au début de la puberté ».
Restent la psychiatrie comportementale et la psychiatrie biologique. Elles proposent des solutions, mais les méthodes et leurs résultats ne font pas l'unanimité. La psychiatrie biologique propose la castration chimique, dont les résultats ne sont pas entièrement probants, et expérimente d'autres traitements médicaux. La castration chirurgicale, proposée également, est illégale en France.
Dans les deux cas, de sérieuses difficultés existent pour garantir durablement la « guérison », et surtout prévenir les récidives.
Les deux seuls instituts psychiatriques européens existants — l'un à Berlin, l'autre à Frauenfeld en Suisse — qui tentent de trouver un palliatif aux propensions pédophiles en essayant de prévenir tout passage à l'acte font néanmoins état de pronostics mesurés, voire décevants, chez les patients qui éprouveraient une attraction envers les enfants prépubères. En revanche, certains résultats thérapeutiques plus encourageants sembleraient davantage pouvoir se profiler pour ceux préférant les adolescents.
L'un des traitements privilégiés, encouragé par le Dr. Roland Coutanceau, expert psychiatre en la matière devant les tribunaux, est la thérapie de groupe. Elle permet aux sujets autocentrés de réagir face aux situations d'autres personnes et à prendre progressivement conscience de leurs penchants ou de leurs perversions. Les groupes de parole confidentiels sont ainsi au cœur de la démarche promue par le projet Dunkelfeld en Allemagne, un dispositif de prévention universitaire.
En France, la seule association qui se propose d'accompagner les pédophiles est L'Ange bleu. Un numéro direct type Info Service écoute pédophiles, est étendu à toute la France fin 2020, en lien avec les CRIAVS 📞 0 806 23 10 63.

## Analyse psychanalytique
Les psychanalystes s'accordent à considérer les pédophiles comme des pervers au sens psychanalytique, qui n'est réductible ni à la névrose, ni à la psychose ; il s'agit en psychopathologie psychanalytique d’une structure de la personnalité.
Le travail psychanalytique se distingue de celui de l’institution judiciaire et psychiatrique.
Des psychanalystes, tel Serge André, obtiennent des résultats « thérapeutiques » intéressants, en prenant en compte les souffrances de l'auteur des faits, dont l'histoire personnelle reste à dénouer, et qui reproduit souvent une violence ou un abus vécu dans l'enfance.
Les théories de Sigmund Freud, certaines conclusions controversées des rapports Kinsey, et la plupart des études de cas cliniques documentés par les psychanalystes montrent que le désir et le plaisir sexuel existent chez l'enfant dès son plus jeune âge, celui-ci traversant différents stades de développement sexuel. L'ensemble de ces phénomènes bien connus est désigné sous le nom de sexualité infantile. L'éveil à la sexualité est progressif tout au long de l'enfance, d'abord principalement autoérotique : il prend une orientation plus nette et plus socialisée au moment de la puberté.
Par ailleurs, selon le complexe d'Œdipe théorisé par Sigmund Freud, un désir sexuel inconscient pour le parent du sexe opposé se développe chez les enfants. Cependant, le développement harmonieux de la sexualité de l'enfant à la découverte de son propre corps et de ses propres fantasmes est gravement compromis par l'intervention des adultes,,.
Certaines personnes coupables d'abus sexuels sur enfants prétendent parfois avoir répondu à un désir de l'enfant, ou bénéficié du consentement de ce dernier car elles n'ont pas su comprendre que le désir de l'enfant était en décalage avec l'acte sexuel par lequel elles y répondaient. Il a été révélé que les tables 31 à 34 des rapports Kinsey portant sur le sujet de l'« orgasme prépubère » et mentionnant des rapports sexuels adultes-enfants, ont été établies par Alfred Kinsey sur la base des allégations d'un seul pédophile (et non de neuf hommes différents comme Kinsey l'avait prétendu à l'époque), qui exposait la manière dont lui-même percevait les abus sexuels qu'il avait commis,.
Les relations sexuelles entre un adulte et un enfant représentent souvent pour ce dernier un événement traumatique porteur de conséquences psychologiques lourdes, imprévisibles et potentiellement graves,,,.

## Perception sociale contemporaine
Les sociétés contemporaines reconnaissent les principes du droit à la protection de l'enfant. Le développement de sa sexualité doit se faire dans un milieu équilibré et sécurisé. En cas d'acte sexuel commis par un adulte, l'enfant est victime, a subi un dol, et a droit à réparation, tandis que l'adulte tombe sous le coup de la loi. La perception sociale contemporaine fait de la pédophilie une transgression majeure de la norme de nos sociétés[Lesquelles ?], même lorsque cette perversion sexuelle ne conduit pas à des actes tombant sous le coup de la loi.[réf. souhaitée]

### En Occident durant la seconde moitié du XXe siècle
La pédophilie n'est pas un fait nouveau, mais elle n'a été portée sur le devant de l'actualité que très progressivement. Si les agressions sexuelles sur mineur sont depuis longtemps punies par la loi, et si la pédophilie a, au sens psychiatrique, été théorisée dès 1886 par Krafft-Ebing, le traitement du phénomène a varié au cours du XXe siècle.
En France, comme en Allemagne et aux Pays-Bas, les années 70 sont notamment marquées par des débats à propos du consentement des mineurs, et des modalités de la répression des rapports sans contrainte entre un adulte et un adolescent. Ces discussions sur l'âge auquel fixer la majorité sexuelle sont aussi liées aux discrimination visant les homosexuels. En effet, alors que la majorité sexuelle est de 15 ans en France, elle fut fixée à 21 ans pour les rapports homosexuels jusqu'en 1974 et à 18 ans jusqu'en 1982.
Comme l’explique Hocquenghem dans son livre intitulé Le désir homosexuel, cette discrimination visant les homosexuels était due à la persistance de lois datant de Vichy, qui ne furent pas abrogées à la Libération :

« En France, il n’y a pas de condamnation pour homosexualité jusqu’à Pétain. La première date du 6 août 1942 : ‟Sera puni d’un emprisonnement de six mois à trois ans et d’une amende quiconque aura pour satisfaire ses propres passions, commis un ou plusieurs actes impudiques ou contre nature avec un mineur de son sexe âgé de moins de 21 ans.‟ (…) Ce qu’il faut bien appeler la Loi Pétain-De Gaulle fut adoptée dans cette époque de libéralisation, d’espoir et de progrès qu’était la Libération, sur proposition d’un député Démocrate-chrétien. »

C'est dans ce contexte que plusieurs pétitions concernant la majorité sexuelle en France, liées à l'Affaire de Versailles, sont publiées entre 1977 et 1979, alors qu’une réforme du Code pénal français est en cours de discussion au Parlement, par divers intellectuels, personnalités et médecins. L'une d'entre elles propose d'accélérer les procédures pénales sanctionnant les relations sexuelles avec des mineurs, en recourant à des juges professionnels, et dénonce la discrimination contre les homosexuels dont la majorité sexuelle n'a été abaissée qu'à 18 ans en 1974 contre 15 ans pour les hétérosexuels. Les deux autres protestent contre la durée de la détention préventive subie par des suspects dans deux affaires d' « attentat à la pudeur sans violence » couvertes par le secret de l'instruction, dont la presse n'aura les détails que lors de l'audience publique au Tribunal.
Le Monde est le seul journal à publier le 23 mai 1977, au lendemain du verdict dans l'affaire de Versailles, des extraits d'une lettre ouverte « pour la révision de certains textes législatifs régissant les rapports entre majeurs et mineurs », qui fait aussi référence à l'affaire de Versailles, en demandant que les affaires d'« attentats à la pudeur sans violence » soient considérés comme un délit et non plus un crime (le viol le restant) et donc jugé au tribunal correctionnel et non en cour d'assises.
Ce second texte, plus prudent que celui de janvier, avec en grande partie les mêmes signataires, met notamment l'accent sur le fait que la majorité sexuelle est à 18 ans pour les homosexuels contre 15 ans pour les autres, afin de demander la fin de cette discrimination.
C'est seulement en 1982 que la loi abolira cette discrimination, conformément à une promesse de campagne présidentielle de François Mitterrand.
Des extraits sont publiés par le seul journal Le Monde, qui cite les rappels des lois de 1810, 1836, 1863 et 1945 faits par la pétition et n'élude que la dizaine de lignes sur vingt consacrées à l'affaire de Versailles, dont le verdict vient d'être rendu, cinq ans de prison avec sursis. Le Monde préfère s'en tenir à la conclusion des signataires qui « demandent que le dispositif pénal soit allégé, que de telles affaires, aujourd'hui passibles de la cour d'assises, soit jugées par un tribunal correctionnel », car « la détention préventive, en matière correctionnelle, ne peut excéder six mois ».
Le texte souhaite aussi limiter à 5 ans de prison ferme la peine maximum encourue en cas d'attentat à la pudeur, le viol restant passible de Cour d'assises,.
L'appel explique que l'affaire de Versailles, « jugée en audience publique, a posé le problème de savoir à quel âge des enfants ou des adolescents peuvent être considérés comme capables de donner librement leur consentement à une relation sexuelle. C'est là un problème de société. Il appartient à la commission de révision du code pénal d'y apporter la réponse de notre temps », pour des textes de loi « rajeunis et actuels ».
La partie citée dans le court article du Monde évoque le droit du « détournement de mineur — dont le délit peut être constitué par le seul hébergement d'un mineur pour une nuit ».
Le texte ne propose cependant à aucun moment de dépénaliser la pédophilie, et plusieurs des signataires se sont en outre exprimés contre les actes sexuels commis sur des enfants. Ainsi, selon l'historien Jean Bérard, l'une des signataires, Françoise Dolto, estime que les relations sexuelles entre mineurs et adultes sont toujours source de traumatisme,. Aussi de nombreuses féministes, comme Grisélidis Réal, Hélène Cixous, Françoise d’Eaubonne, Christiane Rochefort et Simone de Beauvoir, sont signataires, tout en considérant, par exemple, dans Le Deuxième Sexe pour Simone de Beauvoir, qu'il faut dénoncer la soumission précoce des jeunes filles à un système de prédation sexuelle.
Enfin, les signataires affirment qu'ils « considèrent que l’entière liberté des partenaires d’une relation sexuelle est la condition nécessaire et suffisante de la licéité de cette relation ». Ils affirment également la nécessité de tenir « compte du consentement du mineur. »
Pour qu'ils expliquent leur démarche, le 4 avril 1978, France Culture invite Michel Foucault, Guy Hocquenghem et l'avocat Jean Danet pour un débat dans l'émission Dialogues autour de la « Loi de la pudeur ». Cette émission sera retranscrite dans le no 37 de la revue Recherches, intitulé « Fous d'enfance. Qui a peur des pédophiles ? » (avril 1979), numéro qui sera retiré de la circulation. Guy Hocquenghem y plaide pour une dépénalisation des relations sexuelles dès lors qu'il n'y a ni violence ni contrainte. Cependant, Hocquenghem comme Michel Foucault et Jean Danet insistent sur le fait que leur objet est essentiellement d'interroger les catégories du pouvoir et de la répression, plus que de produire de nouvelles normes. L'émission sera résumée ainsi dans Lundimatin, revue considérée comme se situant dans une vision foucaldienne du pouvoir. Lors de cette émission, Guy Hocquenghem explique aussi que les pétitionnaires ont pris soin de circonscrire l’objet de leur critique : .
Lors de cette émission, il s’agit essentiellement, de questionner les bases sur lesquelles le pouvoir se fonde. Jean Danet dénonce les paniques morales et le populisme pénal autour de la pédophilie : « Quiconque défend un pédophile [en tant qu’avocat] peut être soupçonné d’on ne sait quelle obscure sympathie pour cette cause-là, obscure sympathie dont les juges entre eux pensent toujours : s’il les défend, c’est qu’il n’est pas tellement contre, lui-même, au fond ».
Pourtant, comme il le fait remarquer, « ce n’est pas parce que quelqu’un est impliqué dans une lutte contre une autorité quelconque, (…) que cela signifie qu’il est du côté de ceux qui y sont assujettis ».
Lors de cette émission, alors que l’homosexualité vient d’être sortie de la liste des maladies mentales et figure toujours parmi les fléaux sociaux, Guy Hocquenghem et Michel Foucault s’inquiètent du développement d’un pouvoir judiciaire et médical ne ciblant plus des actes, mais des individus perçus comme dangereux par nature avec le risque que la sexualité soit, par ricochet, considérée comme dangereuse en soi.
Plus tard dans l’émission, Hocquenghem déclare que « sur le problème du viol proprement dit », « les mouvements féministes et les femmes en général se sont parfaitement bien exprimés », mais qu’il y a une nécessité à critiquer les paniques sécuritaires poussant à demander la castration chimique des violeurs, ou à verser dans la surenchère punitive. Il en est de même lorsqu’il interroge le nombre de reportages anxiogènes à propos de la pédopornographie dans les médias, même si, évidemment, « personne, ici, ne songe à se faire le paladin de la pornographie ou de la prostitution enfantine ».
Le 16 janvier 2020, Vanessa Springora, invitée dans l'émission « La Grande Librairie » y souligne, tout comme le sociologue Pierre Verdrager et le magistrat Jean-Pierre Rozencsveig, en réponse à une question de l'animateur François Busnel, que les motivations étaient très différentes d'un signataire à l'autre, la plupart voulant dénoncer la discrimination contre les homosexuels, sans savoir que Gabriel Matzneff, apologiste de la pédophilie et lui-même pédophile, avait participé à la rédaction du texte.
En parallèle, l'apologie de la pédophilie, si elle demeure très minoritaire dans l'opinion, se retrouve à l'époque dans quelques discours politiques et de prises de position publiques, notamment celles de Gabriel Matzneff et Tony Duvert. Les deux écrivains disent leur goût pour les très jeunes adolescents, voire les enfants : le second se dit ouvertement pédophile, et écrit avoir eu des partenaires sexuels âgés de six ans.
En 1977, dans leur essai Le Nouveau Désordre amoureux, Pascal Bruckner et Alain Finkielkraut constatent que les livres de Tony Duvert provoquent le « scandale » alors que, selon eux, « ils devraient stimuler, susciter des vocations, dessiller les yeux. » En 1979, les mêmes auteurs citent à nouveau Duvert, estimant qu'il est « en tant que pédophile, l'héritier des grands mythes amoureux », étant victime de « l'ordre collectif ancienne manière [qui] ne renaît que pour faire la chasse aux amours pédérastiques. (…) Regrettez-vous ces temps barbares et lointains où la foi faisait violence à l'amour ? Désirez-vous connaître l'intensité des passions impossibles ? Une seule solution : éprenez-vous d'un(e) enfant ».
Le sociologue Pierre Verdrager, spécialiste de la question de l’apologie de la pédophilie dans la société française, précise que contrairement à ce qui est parfois affirmé, « la question de la défense de la pédophilie n’est pas qu’un truc uniquement lié aux mouvances gauchistes, c’est quelque chose de très transversal politiquement ». Des figures de l’extrême droite comme Guillaume Faye, Alain de Benoist, Christian Bouchet, Renaud Camus, Michel Caignet, Bernard Alapetite ou encore Roger Peyrefitte auraient ainsi, selon lui, justifié la pédophilie. L'écrivain Gabriel Matzneff, au centre d'un scandale en 2019 pour son apologie de la pédophilie, écrivait en 2014 : « La presse d’extrême droite est hystériquement hostile aux “pédophiles”. Ils sont à ses yeux l’ennemi N°1, l’incarnation de la gauche abhorrée, et cela me fait rigoler car j’ai connu, je connais un très grand nombre de “pédophiles” et ils étaient, ils sont presque tous de droite ou d’extrême droite ».
Dans les années 1970, quelques mouvements et réseaux de militantisme pro-pédophile voient le jour en Europe du Nord et aux États-Unis. Aux Pays-Bas, le sénateur Edward Brongersma est à l'époque le défenseur le plus en vue de la pratique pédophile. Profitant des campagnes d'organisations homosexuelles contre les discriminations et pour abaisser la majorité sexuelle (qui était fixée à un âge plus élevé pour les homosexuels), des organisations pédophiles comme la NAMBLA (États-Unis) et MARTIJN (Pays-Bas) ont fait partie de l'International Lesbian and Gay Association et n'en ont été exclues que dans les années 1990. Les discours favorables à la pédophilie disparaissent progressivement de l'espace public, notamment à partir du milieu des années 1980, quand la société bascule, selon les termes de l'historienne Anne-Claude Ambroise-Rendu, « dans la réprobation unanime ».
Sur le plateau d'Apostrophes en 1982, Daniel Cohn-Bendit évoque son travail en tant qu'éducateur de jeunes enfants et ajoute : « La sexualité d'un gosse, c'est absolument fantastique, faut être honnête. J'ai travaillé auparavant avec des gosses qui avaient entre quatre et six ans. Quand une petite fille de cinq ans commence à vous déshabiller, c'est fantastique, c'est un jeu érotico-maniaque. » Il avait déjà évoqué ces expériences dans le livre Le Grand Bazar publié en 1975. Lui-même regrettera par la suite ses écrits et ses propos, déclarant avoir simplement voulu faire de la provocation et « épater le bourgeois ». Dès cette époque, cependant, l'opinion publique est progressivement sensibilisée à la question.
D'abord actifs dans certains milieux politiques ou culturels, parfois soutenus par des franges très minoritaires des opinions publiques, les groupes pédophiles « militants » ont été discrédités par diverses affaires judiciaires et médiatiques, au point de quasiment disparaître dans les années 1990. À partir de la fin du XXe siècle, les quelques groupes existant encore s'expriment essentiellement sur Internet, qui permet également à certains pédophiles de prendre contact et de s'organiser en réseaux.
Aux Pays-Bas, un parti politique favorable à la pédophilie, le Parti de la charité, de la liberté et de la diversité, est créé en 2006, occasionnant une polémique dans les médias et l'opinion publique. Fondé par Ad Van den Berg, ancien président de MARTIJN, et ne comptant que trois membres connus, ce parti — qui réclame l'abaissement de la majorité sexuelle à 12 ans, et, à terme, son abolition, ainsi que la légalisation de la pédopornographie dans un contexte « bien précis et encadré » — ne participe à aucune élection, faute d'avoir recueilli suffisamment de signatures de citoyens néerlandais l'y autorisant, et finit par s'auto-dissoudre en 2010.

### Affaires
En 1982, l'affaire du Coral, en France, marque un changement dans les médias et l'opinion publique quant à la pédophilie, quand bien même plusieurs des personnes accusées, notamment René Schérer et Gabriel Matzneff, sont finalement mises hors de cause et leurs accusateurs condamnés pour dénonciation calomnieuse. À la suite des modifications législatives de 1982, et notamment l'alignement des majorités sexuelles entre hétérosexuels et homosexuels, la critique de la législation réprimant les rapports entre majeurs et mineurs disparaît progressivement.
C'est ensuite au cours des années 1990 que se développent un ensemble de discours basés sur les témoignages des victimes de la pédophilie et sur les retombées psychologiques de ces actes. Dans les médias français, plusieurs affaires et initiatives contribuent à faire évoluer les mentalités : en 1990, la Canadienne Denise Bombardier, lors d'un numéro d’Apostrophes, s'en prend vigoureusement à Gabriel Matzneff au sujet du livre Mes amours décomposées qui vient de paraître, dans lequel ce dernier raconte ses rencontres sexuelles avec des enfants de onze ou douze ans. Toujours en 1990, Patrick Meney publie le livre Les Voleurs d'innocence, dans lequel il dénonce la complaisance de certains milieux intellectuels et des médias vis-à-vis de la pédophilie, décrivant en détail le phénomène à travers des témoignages de victimes et de pédophiles, et appelant au traitement médical des délinquants sexuels sur le modèle canadien. Journaliste et producteur-animateur de télévision, Patrick Meney consacre ensuite à la pédophilie plusieurs de ses émissions, diffusées sur TF1. En 1995, Mireille Dumas consacre un numéro de Bas les masques à la pédophilie, en donnant la parole à des victimes.
À partir du début des années 1980 aux États-Unis et 1990 en Europe, une série d'affaires criminelles ont un impact important sur l'opinion publique. En Belgique, en 1996, l'affaire Dutroux choque particulièrement l'opinion, suscitant à l'époque des « marches blanches ». Le retentissement international de cette affaire contribue largement à une prise de conscience du problème de la pédophilie, tout en aboutissant à assimiler, dans l'esprit du public, pédophiles et tueurs d'enfants.
Depuis cette époque, l'abus sexuel sur mineur, conséquence du passage à l'acte pédophile, bénéficie d'une attention sociale intensive. De nombreuses associations se sont créées dans le but de protéger les enfants et de lutter contre l'abus sexuel ; par extension, l'expression « lutte contre la pédophilie » est couramment utilisée pour désigner ces actions, bien que la pédophilie soit, au sens propre du terme, une attirance sexuelle et n'implique pas forcément le passage à l'acte de personnes éprouvant cette tendance. L'action sociale peut lutter contre des actes d'abus sexuel, mais seule une approche médicale ou psychologique peut éventuellement travailler à la disparition ou l'évolution d'attirances pédophiles chez un être humain.
De nombreuses affaires d'abus sexuels envers des mineurs de tous âges ont, depuis les années 1990, attiré l'attention des médias. Le nombre d'affaires d'abus sexuels sur mineur traitées par la justice a nettement augmenté à partir des années 1990, portant parfois sur des faits anciens, et aboutissant à l'inculpation d'abuseurs ayant parfois sévi impunément durant plusieurs décennies, comme dans les multiples cas d'affaires d'abus sexuels sur mineurs dans l'Église catholique. En 2001, un rapport de l'Inspection générale de l'administration de l'Éducation nationale et de la recherche (IGAENR) a dénoncé les multiples cas d'affaires de pédophilie « étouffées » au cours des années précédentes au sein du système éducatif français.
Cette prise de conscience a contribué à un renforcement des législations concernant la protection des mineurs. L'émotion suscitée par les affaires d'abus sexuels sur mineurs et l'attention accrue des autorités pour ce problème ont pu par ailleurs aboutir à des erreurs judiciaires, comme dans le cas de l'affaire d'Outreau en France. Sur cette question, on peut se reporter au compte-rendu détaillé exposé lors du XXXIVe congrès français de criminologie, et publié dans la Nouvelle Revue internationale de criminologie en 2005.
En 2009, l'affaire Francis Évrard a relancé, en France, la question de la récidive, du suivi et du traitement éventuel des délinquants sexuels.
En mars 2011, un vaste réseau de pédophiles est démantelé par Europol : l'opération permet l'identification de 670 suspects sur quatre continents et aboutit à 184 arrestations. L'enquête avait établi qu'un forum de militants pédophiles, hébergé aux Pays-Bas, avait servi à l'échange de photos et vidéos pédopornographiques. 230 enfants abusés sexuellement par des membres du réseau ont pu être identifiés,. Europol a estimé que cette organisation était « probablement le plus grand réseau de pédophilie via Internet au monde ». En novembre 2011, le directeur adjoint d'Interpol estime que « la pédophilie sur Internet augmente aujourd'hui plus que jamais » avec la multiplication des accès à Internet dans le monde, le développement des réseaux d'échange de pédopornographie et la constitution en ligne de « communautés d'agresseurs sexuels ».

### Pédophilie et pédopornographie sur Internet
Internet permet également la circulation accrue de la pédopornographie via des réseaux plus clandestins, qu'ils soient employés par des pédophiles à titre personnel, comme moyen d'échange, ou bien par le monde du crime organisé, à des fins de profit. Ces réseaux utilisent des moyens techniques de pointe en matière de sécurité (VPN, systèmes de proxies, chiffrement, réseaux parallèles…) permettant des activités illégales comme la diffusion de matériel pédopornographique.
La pédopornographie est apparue dès les premières années de l'internet civil (à ne pas confondre avec l'ARPANET à vocation militaire). Par exemple en avril 1994, alors qu'internet comptait 20 millions d'abonnés dans 160 pays, essentiellement des universitaires, fonctionnaires ou cadres, une base de données, disponible sur internet, de milliers de photos obscènes mettant en scène des enfants, parfois âgés d'à peine deux ans, a été découverte dans un ordinateur au département de métallurgie de l'université de Birmingham en Angleterre. L'alerte a été donnée par des "pirates" informatiques américains spécialisés dans la traque à la pornographie.
Dans les années 2000, des enquêtes policières et journalistiques signalent que l'usage d'Internet permet à des pédophiles de prendre contact avec des mineurs, notamment via les messageries instantanées et réseaux sociaux.

### Tourisme sexuel pédophile
Les autorités et les médias portent une attention accrue au tourisme sexuel impliquant des enfants, grâce auquel des pédophiles réussissent à avoir des rapports avec des enfants dans des pays du tiers monde,. En 2007, une vaste opération lancée par Interpol permet l'arrestation de Christopher Paul Neil, un citoyen canadien ayant commis de nombreux abus sexuels sur mineurs en Asie du Sud-Est.

## Légalité
La plupart des législations du monde condamnent comme un délit voire un crime les relations sexuelles avec un mineur civil n'ayant pas l'âge de la majorité sexuelle (qui varie de 12 à 21 ans dans le monde, et en Europe de 13 à 18 ans) ; les relations entre mineurs, ou entre mineurs proches en âge et ou maturité, ne sont en général pas concernées, ou sont tolérées. La pédopornographie est, quant à elle, interdite par la plupart des législations nationales.
Si les abus sexuels sur mineurs sont longtemps restés méconnus ou sous-estimés dans les sociétés modernes, c'est en raison du silence qui les entourait. La nouveauté tient au fait que, de nos jours, on écoute les enfants parler des relations sexuelles qui peuvent leur être proposées ou imposées par les adultes. Longtemps, on crut que l'essentiel de ces récits relevaient du fantasme. Dans la majorité des législations, la simple attirance sexuelle ainsi que les fantasmes ne sont pas réprimés par la loi, car ils appartiennent au domaine de la pensée et du ressenti personnel. En revanche, dans la plupart des législations du monde l'acte sexuel entre un adulte et un enfant est illégal et sévèrement réprimé vis-à-vis de l'adulte, considéré comme seul coupable et responsable. Contrairement aux lois sur l'agression sexuelle d'un adulte, l'absence de consentement de l'enfant n'est pas requise pour que l'infraction soit constituée : la relation sexuelle en elle-même est illégale. La séparation entre ces deux formes de traitement de l'infraction sexuelle dans la loi est généralement fondée sur une limite d'âge, appelée majorité sexuelle, qui diffère en fonction des pays et des orientations sexuelles (la relation homosexuelle est souvent autorisée plus tardivement que l'hétérosexuelle).
Il existe également des lois réprimant la simple incitation d'un enfant à un acte sexuel. Par ailleurs, la production, consommation, échange et simple détention de matériel pornographique impliquant des enfants sont souvent interdits (pédopornographie visuelle). Dans certains pays, cette dernière loi s'applique également pour des œuvres d'imagination (dessins, images virtuelles, etc.). Par exemple, l'article 163.1 du code criminel canadien interdit « toute représentation photographique, filmée, vidéo ou autre, réalisée ou non par des moyens mécaniques ou électroniques ». En France l'article 227-23 du code pénal incrimine « l'image ou la représentation d'un mineur lorsqu'elle possède un caractère pornographique » : lato sensu cela s'applique également à des images imaginaires, telles que les lolicons ; les textes pédopornographiques ne sont en revanche pas interdits.
Eu égard à l'émotion importante que causent les affaires d'abus sexuels sur enfants dans la plupart des sociétés, mais aussi aux très lourdes conséquences sur la santé à court, moyen et long terme des victimes, certaines législations adoptent des lois d'exception pour réprimer avec plus de force les infractions sexuelles concernant des mineurs.

### Loi française
En droit français, Les termes utilisés pour décrire les crimes de relation sexuelle entre un majeur et un enfant sont « atteinte sexuelle sur mineur », « agression sexuelle » ou « viol ». Il existe aussi des infractions de « corruption de mineur » pour l'incitation de mineur à des actes sexuels. En dessous de l'âge de la majorité sexuelle l'infraction est automatique. L'âge de la majorité sexuelle a évolué à travers le temps : 11 ans en 1832, 13 ans en 1863, 15 ans en 1945.
Par ailleurs, la nubilité, l'âge légal à partir duquel le mariage est autorisé, est de 18 ans pour filles et garçons depuis 2006, il était de 15 ans pour les filles auparavant. La loi française n'établit aucune relation particulière entre les dispositions concernant la majorité sexuelle et celles concernant le mariage. L'expression d'âge nubile n'est plus utilisée par le Code civil.
- Viol : Articles 222-23 à 222-26 du Code pénal
- Agressions sexuelles : Articles 222-27 à 222-31 du Code pénal
- Atteintes sexuelles : Articles 227-25 à 227-27 du Code pénal
- Corruption de mineurs : Article 227-22 du Code pénal
- Exploitation à caractère pornographique de l'image d'un mineur : Article 227-23 du Code pénal
- Article 227-24 du Code pénal
- Article 321-1 du Code pénal

Le viol est un crime, jugé en cour d'assises, avec peine de prison à partir de 10 ans et délai de prescription exceptionnel de 30 ans à partir de la majorité de la victime. Alors que les autres infractions citées sont des délits, jugés devant les tribunaux correctionnels, avec peine de prison de 3 à 10 ans maximum et délai de prescription exceptionnel de 10 ans à 20 ans après la majorité de la victime. (Articles 7 et 8 du Code de procédure pénale.)
Les règles de prescription définies dans le Code de procédure pénale sont très compliquées à la suite des évolutions successives de la loi.
- Loi du 08/04/1958 : crime ⇒ 10 ans après les faits ; délit ⇒ 3 ans après les faits
- Loi du 10/07/1989 : crime par personne ayant autorité ⇒ 10 ans après la majorité de la victime
- Loi du 04/02/1995 : délit par personne ayant autorité ⇒ 3 ans après la majorité de la victime
- Loi du 17/06/1998 : crime par personne n'ayant pas autorité ⇒ 10 ans après la majorité de la victime ; délit sur mineur de moins de 15 ans par personne ayant autorité (222-30 & 227-26) ⇒ 10 ans après la majorité de la victime ; délit (cas général) ⇒ 3 ans après la majorité de la victime
- Loi du 09/03/2004 : crime et délit (Code pénal 222-30 & 227-26) ⇒ 20 ans après la majorité de la victime article 7 du Code de procédure pénale) ; délit ⇒ 10 ans après la majorité article 8 du Code de procédure pénale)
- Loi du 05/08/2013 : délit sur mineur moins de 15 ans (Code pénal 222-29-1)15⇒ 20 ans après la majorité de la victime
- Loi du 03/08/2018 : crime sur mineur ⇒ 30 ans après la majorité de la victime

Les délais de prescription sont immédiatement applicables aux infractions commises avant l'entrée en vigueur de la loi, dès lors que la prescription n'est pas encore acquise (article 50 de la loi du 10/07/1989). Ce qui signifie que ces lois sur la prescription s'appliquent sur des actes antérieurs à chacune des lois dès lors que les actes n'étaient pas déjà prescrits (cas exceptionnel de rétroactivité de la loi pénale). Le calcul de la date de prescription devient alors très complexe dans certains cas. (Voir l'outil de prescription et le tableau de prescription,.)
La production, diffusion et détention d'images pornographiques impliquant des mineurs de 18 ans sont illégales en France. L'article 227-23 du Code pénal du 5 mai 2007 parle de « l'image ou la représentation d'un mineur ». L'arrêt de la Cour de cassation du 12 septembre 2007 précise qu'il s'agit de toute « représentation d'un mineur », que ce soit « la représentation picturale, photographique ou cinématographique d'un enfant », comme précédemment, aussi bien que « d'images non réelles représentant un mineur imaginaire, c'est-à-dire des dessins, ou même des images résultant de la transformation d'une image réelle ». Depuis la loi du 5 mars 2007, est aussi punie de « consulter habituellement » un service diffusant une telle image, même sans conservation.
La jurisprudence a depuis fixé quelques exceptions, afin de protéger certains objets d'art ou historiques : peintures explicites datant de la Grèce antique, œuvres d'art, etc.[réf. nécessaire]. Enfin, plusieurs exceptions législatives existent pour les crimes ou délits de nature sexuelle concernant les enfants : possibilité de poursuivre en France un citoyen français pour des crimes ou délits sexuels sur mineurs commis à l'étranger (par exemple dans le cadre du  tourisme sexuel impliquant des enfants), levée du secret professionnel en cas de connaissance d'une infraction, inscription spécifique dans un fichier d'empreintes génétiques sur condamnation ou simple mise en examen, prescription courant à partir de la majorité de la victime, obligation de soins une fois la peine de prison purgée, détention dans un centre socio-médico-judiciaire une fois la peine purgée, pour une durée d'un an reconductible, si la probable dangerosité du criminel est décrétée[réf. nécessaire].

### Loi suisse
En Suisse, la législation a été nettement durcie par une loi d'avril 2002 intégrée dans l'article 197 du Code pénal. Désormais, le téléchargement sur un ordinateur et la copie de clichés illicites, sur divers supports informatiques, peuvent être assimilés à des cas de fabrication déjà réprimés sous l'ancien droit, et s'ils sont obtenus depuis un site étranger, ils constituent également un acte d'importation pouvant être sanctionné. En revanche, une simple consultation non conservée ne serait pas directement sanctionnée.
Arrêt 6P.117/2004 et 6S.311/2004 du 11 octobre 2004[Quoi ?].
En 2008, une première initiative émanant de l'association « Marche Blanche » présidée par Christine Bussat aboutit, en avril 2011, à l'obtention de 111'681 signatures valables. Objectif visé : « l'imprescriptibilité des actes de pornographie enfantine ». L'initiative est acceptée par 51,9% des votants. Conséquences : depuis le 1er janvier 2013, la réglementation concernant les actes pédophiles se durcit. Ainsi, bien que la majorité est fixée à 18 ans, les actes sexuels commis sur des victimes de moins de 12 ans, "incapables de discernement", seront désormais soumis à l'imprescriptibilité et pourront être punis à vie.

### Réglementation européenne
- Décision-cadre 2004/68/JAI du Conseil du 22 décembre 2003 relative à la lutte contre l'exploitation sexuelle des enfants et la pédopornographie[124].
- Directive 2011/92/UE du Parlement européen et du Conseil du 13 décembre 2011 relative à la lutte contre les abus sexuels et l’exploitation sexuelle des enfants, ainsi que la pédopornographie, remplaçant la précédente[125].

### Loi américaine
Aux États-Unis, un diagnostic de pédophilie, si fait par un expert, peut être considéré étant lié au risque de récidivisme d'un délinquant sexuel contre les enfants, et donc peut être considéré en tant que circonstance aggravante lorsqu'un prévenu est accusé de crime contre un enfant. Professeur au Rutgers Law School, Margo Kaplan écrit : « Le trouble pédophilique peut même provoquer plus de condamnation que d'autres genres de troubles sexuels ; en State v. Lottie, par exemple, un juge a justifié son imposition d'une condamnation plus sévère en distinguant le trouble du défendeur de l'addiction sexuelle simple. Les tribunaux utilisent le trouble pédophilique pour prolonger les condamnations sur la base des soucis concernant la protection et la dissuasion, non sur la base d'être méritant le blâme ».

### Loi canadienne
Clare MacMartin et Linda Wood, professeurs de l'University of Guelph, remarque qu'au Canada, le diagnostic peut « réduire l'agentivité des délinquants dont la conduite déviante peut être attribuée à leur trouble sous-jacent. En ce sens, les juges ont pu, et quelquefois ont fait, traiter un diagnostic de pédophilie comme une circonstance atténuante ».

## Œuvres en rapport avec la pédophilie

### Photographie, littérature, illustration, arts plastiques

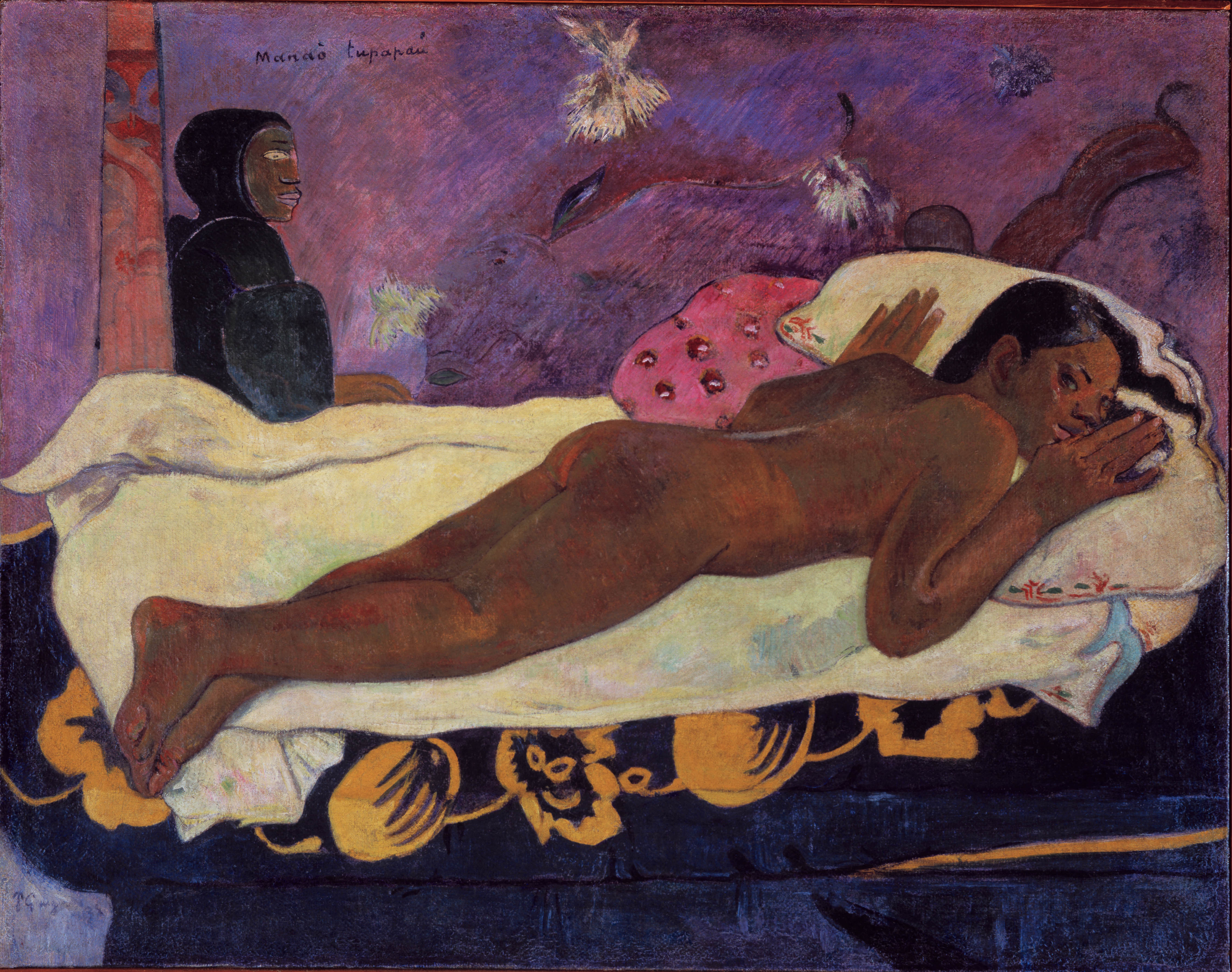
Manao Tupapau (L'esprit des morts veille), 1892.
La peinture représente la compagne tahitienne de Paul Gauguin, Tehura, âgée de treize ans.

David Hamilton avec ses photos érotiques de jeunes filles pubères dans les années 1970 peut être considéré comme « pédophile », si l'on donne à ce terme un sens très extensif incluant le désir suscité par le corps des adolescents. Mais dans ce sens, le terme d'hébéphilie semble plus adapté.
Dans beaucoup de ses ouvrages, l'écrivain français Gabriel Matzneff raconte ouvertement ses rapports sexuels véridiques avec des enfants et des jeunes adolescents des deux sexes.
Dans les années 1970, la photographe Irina Ionesco a publié de nombreuses photos de sa fille Eva — réalisées alors que celle-ci avait entre quatre et douze ans — dans des poses érotiques, voire pornographiques. En 2012, Eva Ionesco a obtenu la condamnation de sa mère pour « atteinte au droit à l’image et à la vie privée ».

## Pédophilie chez les animaux
On retrouverait des comportements pédophiles chez les bonobos.